# Nephrotoma quincunx edita
Nephrotoma quincunx edita is een tweevleugelige uit de familie langpootmuggen (Tipulidae). De soort komt voor in het Afrotropisch gebied.